# Тулем (бахш)
Тулем (перс. تولم) — бахш в Ірані, в шагрестані Совмее-Сара остану Ґілян. За даними перепису 2006 року, його населення становило 29355 осіб, які проживали у складі 8131 сімей.

## Дегестани
До складу бахша входять такі дегестани:
- Генд-Хале
- Тулем